# Common Alerting Protocol
Das Common Alerting Protocol (CAP) ist ein von OASIS entwickelter internationaler Standard zum Austausch von Warnmeldungen im XML-Format. CAP ermöglicht eine gleichzeitige Verbreitung einer Warnmeldung über viele Warnsysteme für viele Anwendungen. CAP erhöht die Warnwirkung und vereinfacht die Aufgabe, eine Warnung für verantwortliche Beamte zu aktivieren.
Standardisierte Alarme können aus vielen Quellen empfangen und ihre Applikationen so konfiguriert werden, dass sie die gewünschten Alerts verarbeiten und darauf reagieren. Alerts vom Ministerium für Innere Sicherheit der Vereinigten Staaten, dem United States Geological Survey im Innenministerium der Vereinigten Staaten, und der National Oceanic and Atmospheric Administration im Handelsministerium der Vereinigten Staaten (NOAA) und weiterer staatliche und lokale Behörden können alle in dem gleichen Format durch die gleiche Applikation empfangen werden. In Abhängigkeit von der den empfangenen Informationen können von der Applikation so verschiedene Alarme ausgelöst werden.
Durch die Normalisierung von Alarmdaten über Bedrohungen, Zuständigkeiten und Warnsysteme kann CAP auch verwendet werden, um Trends und Muster in Warnaktivitäten zu erkennen, wie z. B. Trends, die auf eine unentdeckte Gefahr oder einen feindlichen Akt hindeuten könnten. Aus prozessualer Perspektive verstärkt die CAP eine forschungsbasierte Vorlage für effektive Warnmeldungen und Struktur.
Die CAP-Datenstruktur ist mit den vorhandenen Alert-Formaten rückwärtskompatibel, einschließlich der in Weatheradio und dem Broadcast Emergency Alert System verwendeten Specific Area Message Encoding (SAME) sowie neuen Technologie wie Wireless Emergency Alerts (WEA) und dem Hinzufügen von Funktionen wie:
- Flexible geografische Ausrichtung unter Verwendung von Breiten- / Längengrad-Boxen und anderen Geodaten in drei Dimensionen
- Mehrsprachige und Multipersonen-Messaging
- Phased und verzögerte effektive Zeiten und Ausläufe
- Verbesserte Nachrichtenaktualisierungs- und Stornierungsfunktionen
- Vorlagenunterstützung für die Gestaltung vollständiger und effektiver Warnmeldungen
- Digitale Verschlüsselung und Signaturfähigkeit
- Einrichtung für digitale Bilder, Audio und Video.